# Mårten Trotzig (1559–1617)

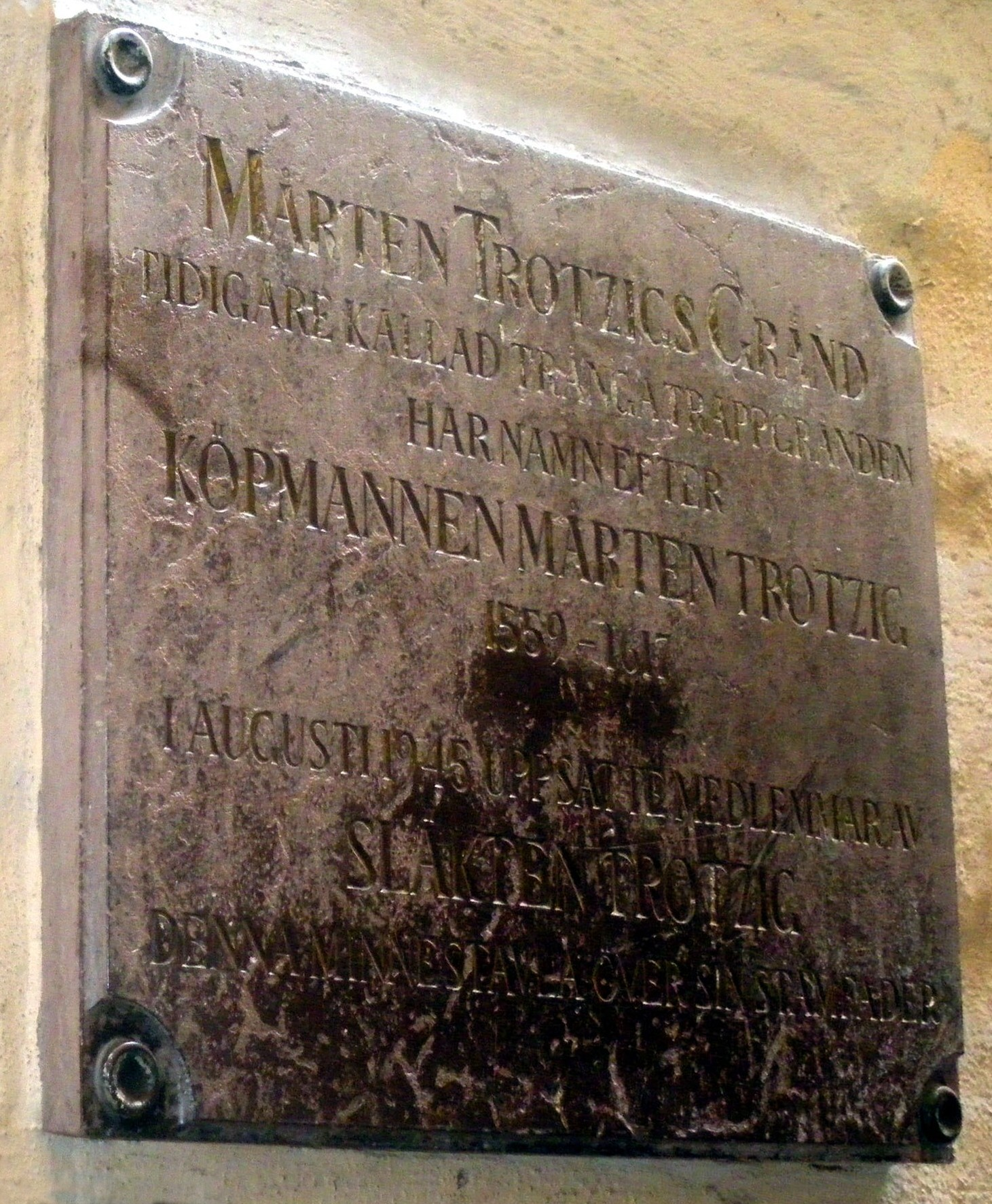
Minnesskylt på Mårten Trotzigs gränd

Mårten Trotzig (Traubtzig), född 1 december 1559 i Wittenberg, död 21 mars 1617, var en tysk köpman och borgare i Stockholm.

## Biografi
Mårten Trotzig invandrade till Sverige 1581. Han köpte fastigheter i Gamla Stan 1597 och 1599. På flera ställen omnämns det att han handlade med järn och koppar. Mårten Trotzig hade avlagt borgared 1595 och blev med tiden en av stadens mest förmögna köpmän. Under en affärsresa till Kopparberg[källa behövs] blev han ihjälslagen. Hans företag togs då över av hans änka Karin Trotzig.
Han har gett namn åt Mårten Trotzigs gränd i Stockholm.

### Familj
Trotzig gifte sig 1 december 1594 i Stockholm med Carin Hansdotter (Svan). Hon var dotter till rådmannen Hans Ulfsson Svan och Brita Svensdotter i Stockholm. De fick tillsammans barnen direktören Johan Trotzig (1597–1647) och handelsborgmästaren Peter Trotzenfelt (1613–1679) i Stockholm.